# 태국 전통 악기

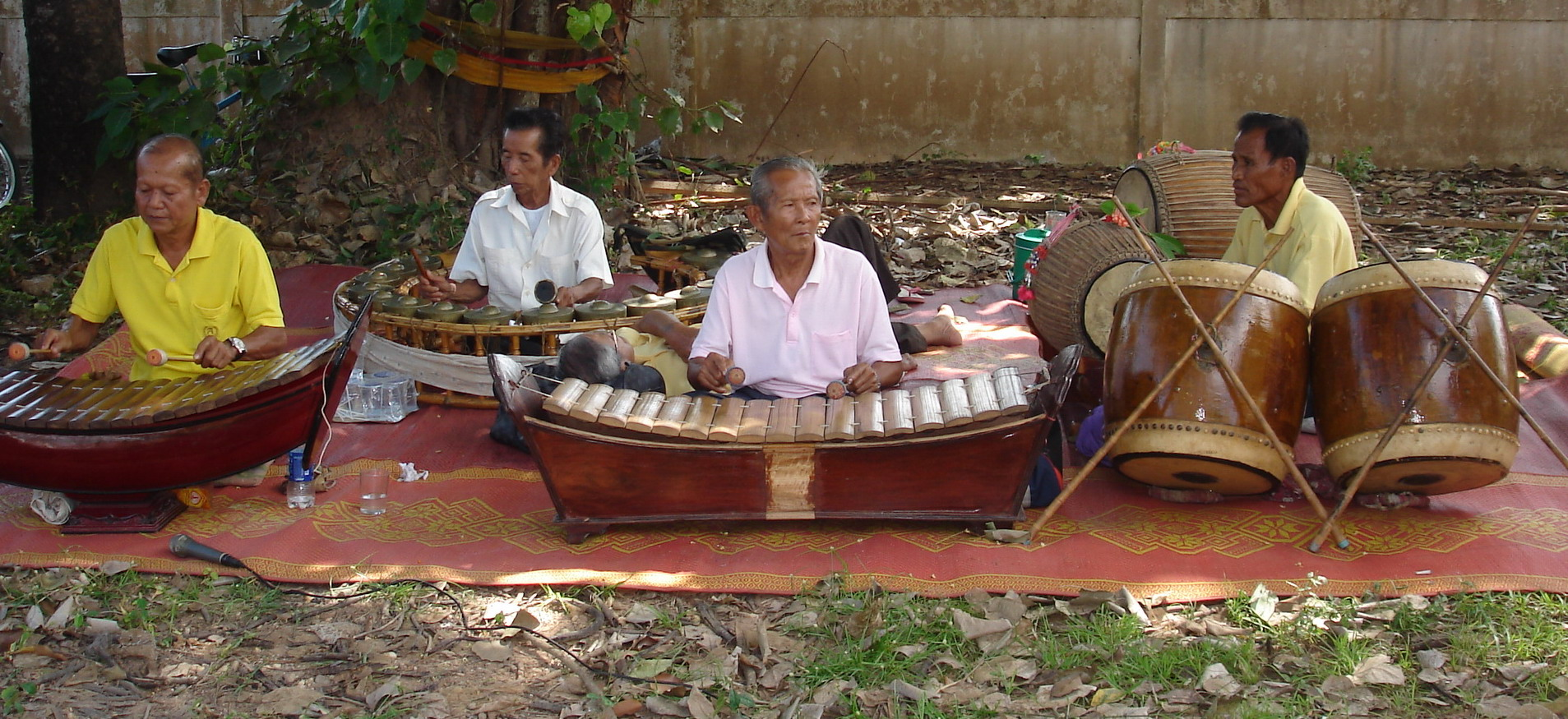
태국 전통 악기를 연주하는 후아핫 사람들

태국 전통 악기(태국어: เครื่องดนตรีไทย 크르앙돈뜨리 타이[*])는 태국의 고전 음악에 쓰이는 악기이다. 관악기, 현악기, 타악기 등으로 구성되며, 태국에 거주하는 다수 타이족뿐 아니라 다양한 태국의 소수 민족들이 음악 연주에 사용하고 있다.
태국의 전통적인 악기 분류 체계에 따르면, 태국 전통 악기는 연주 방식에 따라 크게 다음 네 종류로 나뉜다.
1. 크르앙딧(เครื่องดีด, 발현악기)
2. 크르앙시(เครื่องสี, 찰현악기)
3. 크르앙띠(เครื่องตี, 타악기)
4. 크르앙빠오(เครื่องเป่า, 관악기)

## 현악기

### 발현악기
- 끄라짜삐(กระจับปี่)
- 짜케(จะเข้)
- 핀(พิณ)
- 핀피아(พิณเพียะ)
- 핀하이(พิณไห)
- 승(ซึง)

### 찰현악기
- 소두앙(ซอด้วง)
- 소삼사이(ซอสามสาย)
- 써우(ซออู้)
- 소삡(ซอปีบ)
- 소방(ซอบั้ง)
- 살로(สะล้อ)

### 기타
- 킴(ขิม) - 덜시머류.

## 타악기

### 북
- 따폰(ตะโพน)
- 따폰몬(ตะโพนมอญ)
- 끌롱탓(กลองทัด)
- 끌롱탑(กลองทับ)
- 끌롱캑(กลองแขก)
- 끌롱송나(กลองสองหน้า)
- 끌롱야오(กลองยาว)
- 끌롱차뜨리(กลองชาตรี)
- 끌롱셍(กลองเส็ง)
- 람마나(รำมะนา)
- 톤(โทน)

### 공
이 분류의 악기 이름으로 널리 쓰이는 공(gong)은 인도네시아어이며, 태국어로는 '콩(ฆ้อง)'이라 한다.
- 콩차이(ฆ้องชัย)
- 콩몽(ฆ้องโหม่ง)
- 콩멩(ฆ้องเหม่ง)
- 콩라오(ฆ้องราว)
- 콩쿠(ฆ้องคู่)
- 웡콩차이(วงฆ้องชัย)

### 울림 공
- 콩웡렉(ฆ้องวงเล็ก)
- 콩웡야이(ฆ้องวงใหญ่)
- 콩몬(ฆ้องมอญ)
- 콩랑(ฆ้องราง)

### 건반악기
- 라낫(ระนาด)
  - 라낫엑(ระนาดเอก)
  - 라낫툼(ระนาดทุ้ม)
  - 라낫샹램(ระนาดเสียงแหลม)
  - 라낫엑렉(ระนาดเอกเหล็ก)
  - 라낫툼렉(ระนาดทุ้มเหล็ก)
  - 라낫렉샹램(ระนาดเหล็กเสียงแหลม)
  - 라낫깨우(ระนาดแก้ว)
- 뽕랑(โปงลาง)

### 추
- 끄랍(กรับ)
  - 끄랍푸앙(กรับพวง)
  - 끄랍세파(กรับเสภา)

### 심벌즈
- 칭(ฉิ่ง)
- 찹(ฉาบ)
  - 찹렉(ฉาบเล็ก)
  - 찹야이(ฉาบใหญ่)

### 기타
- 앙끌룽(อังกะลุง) - 인도네시아에서 온 대나무관들로 만든 악기.
- 마호라특(มโหระทึก) - 청동 북.

## 관악기

### 유황악기

#### 2/4리드
- 삐(ปี่)
  - 삐차나이(ปี่ไฉน)
  - 삐차와(ปี่ชวา)
  - 삐끌랑(ปี่กลาง)
  - 삐몬(ปี่มอญ)
  - 삐나이(ปี่ใน)
  - 삐녹(ปี่นอก)

#### 자유리드
- 캔(แคน)
- 삐쭘(ปี่จุม)
- 박풍금
- 주즈하프

### 무황악기
- 클루이(ขลุ่ย)
  - 클루이립(ขลุ่ยหลิบ)
  - 클루이피앙오(ขลุ่ยเพียงออ)
  - 클루이우(ขลุ่ยอู้)
- 웟(โหวด)

### 나팔류
- 뜨래(แตร) - 금속 나팔.
- 상(สังข์) - 소라고둥 나팔.

## 같이 보기
- 태국 음악